# Hrubá louka
Hrubá louka je přírodní památka v lokalitě Mouřínov v okrese Vyškov. Přírodní památka byla zřízena vyhláškou Okresního úřadu Vyškov ze dne 28. června 1990. Leží jižně od města Bučovice. Důvodem ochrany je dochování cenného společenstva ponticko-panonské květeny, zejména druhů čeledi vstavačovitých.